# Мегрелішвілі Мамія Амберкович
Мамія Амберкович Мегрелішвілі (29 січня 1922, село Шуа Парцхма, тепер Чохатаурський муніципалітет, Грузія — ?, місто Тбілісі, Грузія) — грузинський радянський державний діяч, 1-й секретар Батумського і Кутаїського міськкомів КП Грузії, 1-й секретар ЦК ЛКСМ Грузії. Депутат Верховної ради Грузинської РСР 3-го і 5—11-го скликань. Депутат Верховної Ради СРСР 4-го скликання.

## Життєпис
У 1937 році вступив до комсомолу. У 1939 році закінчив 2-у середню школу міста Тбілісі.
У 1940—1942 роках — заступник секретаря, секретар комітету комсомолу Грузинського політехнічного інституту імені Кірова.
Член ВКП(б) з 1942 року.
У 1942—1946 роках — 2-й, 1-й секретар Сталінського районного комітету ЛКСМ Грузії міста Тбілісі; завідувач відділу робітничої молоді ЦК ЛКСМ Грузії.
У 1946 — грудні 1951 року — 1-й секретар Тбіліського міського комітету ЛКСМ Грузії.
У 1949 році закінчив будівельний факультет Грузинського політехнічного інституту імені Кірова.
У січні — 30 серпня 1952 року — 1-й секретар ЦК ЛКСМ Грузії.
У серпні 1952 — грудні 1953 року — 1-й секретар Батумського міського комітету КП Грузії; заступник завідувача відділу партійних, профспілкових і комсомольських органів ЦК КП Грузії.
У грудні 1953 — 1954 року — 1-й секретар Кутаїського міського комітету КП Грузії.
З березня 1954 року — завідувач відділу партійних органів ЦК КП Грузії.
29 травня — 11 вересня 1957 року — міністр державного контролю Грузинської РСР.
11 вересня 1957 — 1962 року — голова Комісії радянського контролю Грузинської РСР.
9 вересня 1963 — 13 травня 1967 року — голова Державного комітету Грузинської РСР з друку.
У травні 1967 — лютому 1972 року — керуючий справами Ради міністрів Грузинської РСР.
15 лютого 1972 — 7 вересня 1973 року — міністр місцевої промисловості Грузинської РСР.
7 вересня 1973 — 26 березня 1980 року — міністр торгівлі Грузинської РСР.
З 28 березня 1980 по 1990 рік — голова Державного комітету Грузинської РСР із цін.
Потім працював консультантом банку в Тбілісі.
Помер у 1990-х роках у місті Тбілісі.

## Нагороди
- орден Леніна (1948)
- орден Трудового Червоного Прапора (25.08.1971)
- орден «Знак Пошани» (2.04.1966)
- медалі
- Відмінник фізичної культури і спорту (1949)